# NIR
NIR (Northern Ireland Railways) este o societate feroviară de transport călători din Irlanda de Nord.